# جولييان ريوس
جولييان ريوس (بالإسبانية: Julián Ríos)‏ هو كاتب إسباني، ولد في 1941 في فيغو في إسبانيا.